# Зеленодольское водохранилище
Зеленодольское водохранилище (укр. Зеленодольське водосховище) — водохранилище находится на административной территории города Зеленодольск Криворожского района района Днепропетровской области Украины. Относится к бассейну реки Ингулец.

## Описание
Площадь водного зеркала составляет 1576,0 га, а проектная вместимость — 74,4 млн м³. Плотина на всем протяжении 13,6 км облицована железобетонными плитами, северная часть на протяженности 4 км каменный бутовый наброски.
Основным назначением водохранилища является охлаждение Криворожской ГРЭС-2. Вдоль 1 км благоустроенные пляжи и парковая зона, созданных для культурного отдыха жителей г. Зеленодольска.